# Savannosiphon euryphylla
Savannosiphon euryphylla är en irisväxtart som först beskrevs av Hermann August Theodor Harms, och fick sitt nu gällande namn av Peter Goldblatt och Wessel Marais. Savannosiphon euryphylla ingår i släktet Savannosiphon och familjen irisväxter. Inga underarter finns listade i Catalogue of Life.